# Hedsvartspindel
Hedsvartspindel (Zelotes longipes) är en spindelart som först beskrevs av Ludwig Carl Christian Koch 1866.  Hedsvartspindel ingår i släktet Zelotes och familjen plattbuksspindlar. Arten är reproducerande i Sverige. Inga underarter finns listade i Catalogue of Life.